# Minjor Pernik
Futbolen Kłub Minjor Pernik (bułg. Футболен Клуб Миньор Перник) – bułgarski klub piłkarski z siedzibą w Pernik.

## Historia
Chronologia nazw:
- 1919—1944: Krakra Pernik (bułg. "Кракра" Перник)
- 1944—1946: Rudniczar Pernik (bułg. "Рудничар" Перник)
- 1946—1948: Republikanec-46 Pernik (bułg. "Републиканец-46" Перник)
- 1948—1952: Torpedo Pernik (bułg. "Торпедо" Перник)
- 1952—1969: Minjor Pernik (bułg. "Миньор" Перник)
- 1969–1970: Krakra Pernik (bułg. "Кракра" Перник)
- 1970–1973: FK Pernik (bułg. ФК "Перник")
- 1974—...: Minjor Pernik (bułg. "Миньор" Перник)

Klub został założony w 1919 roku pod nazwą "Krakra Pernik". W 1944 cztery małe kluby z Pernika połączono w jeden klub, który otrzymał nazwę "Rudniczar Pernik".
W latach 1951–1962, 1966–1970, 1972–1977, 1979–1981, 1984–1985, 1987–1989, 1990–1992, 1996–2001 oraz od 2008 występował w I lidze bułgarskiej.

## Sukcesy
- Czwarte miejsce w II lidze bułgarskiej (najwyższe w historii): 1954/1955, 1960/1961
- finalista Pucharu Bułgarii: 1958

## Stadion
Stadion Minjor w Perniku może pomieścić 20 000 widzów.